# Jim Hines
James „Jim“ Ray Hines (10. září 1946 Dumas, Arkansas – 3. června 2023) byl americký atlet, sprinter, někdejší světový rekordman a dvojnásobný olympijský vítěz z Mexika 1968.

## Kariéra
Proslavil se především tím, že se stal prvním člověkem v historii, který oficiálně zaběhl stometrový sprint pod 10,00 sekund (právě v Mexiku zvládl stovku za již elektronických 9,95 s). Tento světový rekord potom vydržel dalších 15 let. Až v roce 1983 ho časem 9,93 s překonal jiný americký sprinter, Calvin Smith. Na stejných olympijských hrách pomohl Hines překonat svému týmu také světový rekord ve štafetě na 4×100 metrů.
Po tomto úspěchu odešel k profesionálnímu americkému fotbalu, zde však již výrazných úspěchů nedosáhl a po roce 1970 tento sport definitivně opustil.